# Património Mundial da UNESCO em Portugal
Património Mundial da UNESCO em Portugal é o conjunto de património em Portugal distinguido pela UNESCO. O Património Mundial subdivide-se nas categorias de património cultural, natural e imaterial. São ainda incluídas neste artigo as classificações adicionais da UNESCO, como as Reservas Mundiais da Biosfera, os Geoparques Mundiais e o Registo da Memória do Mundo.

## Património Mundial
Portugal tem presentemente inscritos 17 bens como Património Mundial da UNESCO.

### Cultural
| Nº | Imagem | Bem                                           | Localização       | Fundação     | Distinção |
| -- | ------ | --------------------------------------------- | ----------------- | ------------ | --------- |
| 1  |        | Mosteiro dos Jerónimos e Torre de Belém       | Lisboa            | Século XVI   | 1983      |
| 2  |        | Convento de Cristo                            | Tomar             | Século XII   | 1983      |
| 3  |        | Mosteiro da Batalha                           | Batalha           | Século XIV   | 1983      |
| 4  |        | Centro Histórico de Angra do Heroísmo         | Angra do Heroísmo | Século XV    | 1983      |
| 5  |        | Centro Histórico de Évora                     | Évora             | Século I     | 1986      |
| 6  |        | Mosteiro de Alcobaça                          | Évora             | Século XII   | 1989      |
| 7  |        | Paisagem Cultural de Sintra                   | Sintra            | Século XIX   | 1995      |
| 8  |        | Centro Histórico do Porto                     | Porto             | Século VIII  | 1996      |
| 9  |        | Arte Rupestre do Vale do Côa                  | Foz Côa           | Paleolítico  | 1998      |
| 10 |        | Centro Histórico de Guimarães                 | Guimarães         | Século XII   | 2001      |
| 11 |        | Região Vinhateira do Alto Douro               | Alto Douro        | Século XVIII | 2001      |
| 12 |        | Cultura da Vinha da Ilha do Pico              | Pico              | Século XV    | 2004      |
| 13 |        | Fortificações de Elvas                        | Elvas             | Século XVII  | 2012      |
| 14 |        | Universidade de Coimbra – Alta e Sofia        | Coimbra           | Século XIII  | 2013      |
| 15 |        | Palácio, Basílica, Convento e Tapada de Mafra | Mafra             | Século XVIII | 2019      |
| 16 |        | Santuário do Bom Jesus de Braga               | Braga             | Século XVIII | 2019      |

### Natural
| Nº | Imagem | Bem                             | Localização     | Origem    | Distinção |
| -- | ------ | ------------------------------- | --------------- | --------- | --------- |
| 1  |        | Floresta Laurissilva da Madeira | Ilha da Madeira | Imemorial | 1999      |

## Património Mundial Imaterial
Portugal tem presentemente inscritos 9 bens como Património Mundial Imaterial da UNESCO.
| Nº | Imagem | Bem                           | Localização          | Fundação     | Distinção |
| -- | ------ | ----------------------------- | -------------------- | ------------ | --------- |
| 1  |        | Fado                          | Lisboa               | Século XIX   | 2011      |
| 2  |        | Dieta Mediterrânica           | Região Mediterrânica | Imemorial    | 2013      |
| 3  |        | Cante Alentejano              | Alentejo             | Imemorial    | 2014      |
| 4  |        | Arte Chocalheira              | Portugal             | Imemorial    | 2015      |
| 5  |        | Falcoaria                     | Salvaterra de Magos  | Século XII   | 2016      |
| 6  |        | Olaria Negra de Bisalhães     | Bisalhães, Vila Real | Século XVIII | 2016      |
| 7  |        | Bonecos de Estremoz           | Estremoz             | Século XVII  | 2017      |
| 8  |        | Caretos de Podence            | Podence              | Imemorial    | 2019      |
| 9  |        | Festas do Povo de Campo Maior | Campo Maior          | Século XIX   | 2021      |

## Outras Classificações

### Reservas Mundiais da Biosfera
- Paul do Boquilobo, Golegã (1981)
- Ilha Graciosa (2007)
- Ilha do Corvo (2007)
- Ilha das Flores (2009)
- Gerês (2009)
- Berlengas (2011)
- Santana, Madeira (2011)
- Meseta Ibérica (2015)
- Tejo Internacional (2016)
- Fajãs da Ilha de São Jorge (2016)
- Castro Verde (2017)
- Ilha de Porto Santo (2020)

### Geoparques Mundiais
- Naturtejo (2006)
- Arouca (2009)
- Açores (2013)
- Terra de Cavaleiros (2014)
- Estrela (2020)

### Registo da Memória do Mundo
- Carta de Pêro Vaz de Caminha (2005)
- Tratado de Tordesilhas (2007)
- Corpo Cronológico (Colecção de Manuscritos das Descobertas Portuguesas) (2007)
- Documentação do 1ª Voo no Atlântico Sul em 1922 (2011)
- Arquivos dos Dembos, Angola (2011)
- Diário da 1ª Viagem de Vasco da Gama à Índia (2013)
- Manuscritos de Comentário ao Apocalipse (Beato de Liébana) na Tradição Ibérica (2015):
  - Apocalipse do Lorvão
  - Apocalipse de Alcobaça
- Codex Calixtinus (2017)
- Registos oficiais de Macau durante a dinastia Qing (2017)
- Livros de vistos concedidos pelo cônsul português em Bordéus Aristides de Sousa Mendes (2017)